# 亚历克斯·里盖蒂
亚历克斯·里盖蒂（義大利語：Alex Righetti，1977年8月14日—），意大利男子篮球运动员。他曾代表意大利获得2004年夏季奥运会篮球比赛男子银牌。他也获得了2003年欧洲篮球锦标赛季军。